# Kradibia gibbosae
Kradibia gibbosae  (лат.) — вид хальциноидных наездников рода Kradibia из семейства Agaonidae. Опылители фикусов.

## Распространение
Китай (Гонконг) и Малайзия.

## Описание
Опылители и фитофаги растений рода фикус (Ficus, семейство Тутовые) следующих видов: Ficus tinctoria subsp. gibbosa(Moraceae). От близких видов отличается пропорциями сложных глаз (они в 3 раза длиннее щёк) и 5-6 вентральными ламеллами на придатках мандибул. Длина тела около 1 мм. Лапки 5-члениковые, усики 10-члениковые. Вид был впервые описан в 1967 году в составе рода Liporrhopalum под первоначальным названием Liporrhopalum gibbosae Hill, 1967, а после родовой синонимизации получил современное именование.